# Santa Magdalena de Pulpis
Santa Magdalena de Pulpis (em castelhano) ou Santa Magdalena de Polpís (em valenciano) é um município da Espanha na província de Castelló, Comunidade Valenciana. Tem 66,5 km² de área e em 2021 tinha 755 habitantes (densidade: 11,4 hab./km²).

## Demografia
| Variação demográfica do município entre 1991 e 2004 | Variação demográfica do município entre 1991 e 2004 | Variação demográfica do município entre 1991 e 2004 | Variação demográfica do município entre 1991 e 2004 |
| --------------------------------------------------- | --------------------------------------------------- | --------------------------------------------------- | --------------------------------------------------- |
| 1991                                                | 1996                                                | 2001                                                | 2004                                                |
| 749                                                 | 728                                                 | 734                                                 | 812                                                 |